# Mouvement national de libération de l'Azawad
De Mouvement national de libération de l'Azawad (in het Tamasheq: ⵜⴰⵏⴾⵔⴰ ⵏ ⵜⵓⵎⴰⵙⵜ ⴹ ⴰⵙⵏⵏⴰⵏⵏⵓ ⵏ ⴰⵣⴰⵓⴷ, Tankra n Tumast ḍ Aslalu n Azawd; Arabisch: الحركة الوطنية لتحرير أزواد, al-ḥaraka al-waṭanīya li-taḥrīr Azawād), MNLA (Nationale bevrijdingsbeweging voor Azawad) is een organisatie die in het Afrikaanse land Mali politiek en militair actief is om de onafhankelijkheid van de Malinese regio Azawad te bewerkstelligen. 
De beweging vertegenwoordigt vooral etnische Toeareg, maar staat daarnaast open voor andere delen van de plaatselijke bevolking.

## Leden van het bestuur
- Billal Ag Acherif: secretaris-generaal MNLA
- Mahmoud Ag Ghali: voorzitter van het politieke bureau
- Hamma Ag Sid’Ahmed: woordvoerder buitenlandse zaken
- Mohamed Ag Nagem: chef generale staf  (oud-kolonel van de Libische strijdkrachten[2]
- Moussa Ag Achar Touman: verantwoordelijke voor de mensenrechten
- Bekay Ag Hamed: communicatie
- Nina Walet Entalou: verantwoordelijke voor het onderwijs
- De schrijver Moussa Ag Assarid is officieus woordvoerder voor de MNLA[3][4]